# Sant Salvador Nou del Quer
Sant Salvador Nou del Quer és una església del municipi de Súria (Bages) inclosa en l'Inventari del Patrimoni Arquitectònic de Catalunya.

## Descripció
És una ermita situada al bell cim de la muntanya (518m). Presenta una nau rectangular de 6'25 d'ample per 12'5 m de llarg, amb un cos annex a la part esquerra destinat a sagristia. En l'exterior presenta un banc corregut (pedra) que recorre totes les parets a excepció de la façana.
La construcció es realitzà amb pedres i totxo (reconstrucció se n'utilitzaren alguns). Fou creada en el s.XIX seguint els criteris de l'època i la zona el que ens dona el seu estil rural. Tot l'exterior està pintat de blanc a excepció dels angles on hi ha un remat fet amb pedra vermellosa.

## Història
Fou construïda amb les donacions dels feligresos del poble de Súria. L'any 1919 un fort temporal destrossa la façana i el campanar. S'inicià la reconstrucció i se li afegí una sagristia a la part esquerra, un pou a la dreta i un parallamps. Durant la guerra, el 1936, fou saquejada i cremada salvant-se sols el cap de la imatge de Sant Salvador que porta a una nova reconstrucció.